# کیشورگانج-۵
کیشورگانج-۵ (به لاتین: Kishoreganj-5) یک منطقهٔ مسکونی در بنگلادش است که در ناحیه کیشورگنج واقع شده‌است.